# Abú Nuwás
Abú Nuwás al-Hasan ben Hani al-Hakami (746–762 Ahvaz, Írán – 813–815 Bagdád) byl jedním z nejvýznamnějších arabských a perských básníků své doby. Ve svých verších otevřeně vyznával homosexuální city, opěvoval lesbickou lásku a erotiku v nejširším smyslu slova.
Jeho matka byla tkadlena a otec, kterého nikdy nepoznal, voják. Jeho prvním učitelem byl Waliba ibn al-Hubáb, zemřelý v roce 786. Abú Nuwás studoval v Basře, kde byli jeho učiteli Abú Ubaida a Abu Zaid, a v Kúfě, pod vedením Chaláfa al-Ahmara. Vystudoval islámskou teologii a gramatiku. Údajně také pobýval nějaký čas na poušti, aby se naučil čistému jazyku. Literární kariéru zahájil v Bagdádu psaním milostné lyriky a satir. Působil jako dvorní básník u chalífy Hárúna ar-Rašída. Jako legendární, silně zkarikovaná, postava vystupuje v Příbězích tisíce a jedné noci.
Abú Nuwás psal formálně mistrovskou poezii, a někdy bývá označován za největšího arabského básníka vůbec. Světovou slávu mu nicméně získaly jeho v pozdější fázi života psané verše o homosexuální lásce (mudhakkarat), vínu (chamrijjat) a jiných, z islámského pohledu, nemravnostech.
Pro mladé chlapce dívky jsem v dáli zanechal
A pro staré víno pustil vodu z hlavy
Vzdálen přímé stezce, volím bez pýchy
Klikaté cesty hříchu, neb tento oř
Bez výčitek otěže střásl
Odnášeje pryč své udidlo i uzdu

 Abú Nuwás: Chlapec je cennější než dívka.
Kromě literární hodnoty v nejširším smyslu slova, poskytuje dílo Abú Nuwáse cenné svědectví o kulturním klimatu Bagdádu doby Abbásovců.